# かつをどり (航空機)
萱場 かつをどり
無動力のテスト機であるHK-1
- 用途：戦闘機
- 分類：近距離戦闘機
- 設計者：萱場資郎[要出典]
- 製造者：萱場製作所（現カヤバ）
- 運用者： 大日本帝国陸軍（計画）
- 生産数：なし
- 運用状況：計画のみ

かつをどり（かつおどり）は、萱場製作所（現カヤバ）が大日本帝国陸軍向けに計画したラムジェットエンジン搭載の無尾翼近距離戦闘機。本頁ではかつをどり実現に向けて製作された試作機についても記述する。無動力の試作機が事故を起こしたために計画は中止され、かつをどりの実機は製造されることなく終わった。

## 開発
かつをどりの開発は、1935年（昭和10年）12月に萱場製作所の社長だった萱場資郎が陸海軍の航空関係者へ郵送した「成層圏飛行機申言書」に始まる。これはカツオドリやイカにヒントを得た無尾翼高速ジェット機の開発を進言するものだった。
これに興味を示した陸軍参謀本部の石原莞爾大佐らの働きかけもあって、1936年（昭和11年）1月に陸軍の出資によって萱場製作所が5年間でジェットエンジンの開発を行うことが決定し、萱場製作所内部にジェットエンジン搭載航空機の開発を目的としたKF研究課が設置された。KF研究課には東京帝国大学航空研究所の小川太一郎工学博士と中西不二夫工学博士、石川政吉工学博士のほか、嘱託として日野熊蔵退役陸軍少佐が参加していた。
その後、萱場の提案を受けて日野が数十種類の無尾翼機のペーパーモデルを製作し、1936年末に室内で飛行試験を行い、良好な性能を示したペーパーモデルをもとに航空研究所の木村秀政助教授が無動力の有人試験機を設計することになった。

### HK-1
木村による設計は二ヶ月ほどで完了し、この機体は日野熊蔵のイニシャルをとって「HK-1」と名付けられた。また、「萱場一型」とも呼ばれていた。製造は津田沼に所在していた伊藤飛行機製作所に依頼され、1938年（昭和13年）2月末に完成した。
機体は高アスペクト比の全翼滑空機であり、上反角つきの後退翼と1枚の垂直安定板を有していた。一〇式艦上戦闘機（民間への払い下げ品）や自動車による曳航離陸のほか、ゴム索によるカタパルトからの発航も可能。操縦席は単座・開放式、降着装置はスキッドだった。
当初パイロットは伊藤製作所の安岡駒好主任操縦士が務めていたが、数回の飛行の後に舵が利きにくいという理由からパイロットを降り、陸軍航空技術研究所の飛行訓練生だった島安博二等飛行機操縦士に引き継がれた。萱場製作所による本格的な飛行試験は柏飛行場にて1939年（昭和14年）9月6日から開始され、1940年（昭和15年）4月16日までの間に島の操縦で182回の飛行を行ったあと、陸軍航空本部に引き渡された。しかし、陸軍側の初飛行の際にテストパイロットであるN少佐が無尾翼機の機体特性を理解せずに搭乗し、地面効果でなかなか着陸しない状況下で強引に下げ舵を取ったため、機体は前部から墜落し大破した。
諸元（HK-1）
- 全長：3.50 m
- 全幅：10.00 m
- 全高：1.80 m
- 翼面積：14.0 m2
- 自重：120 kg
- 滑空速度：85 km/h
- 乗員：1名

### ク2

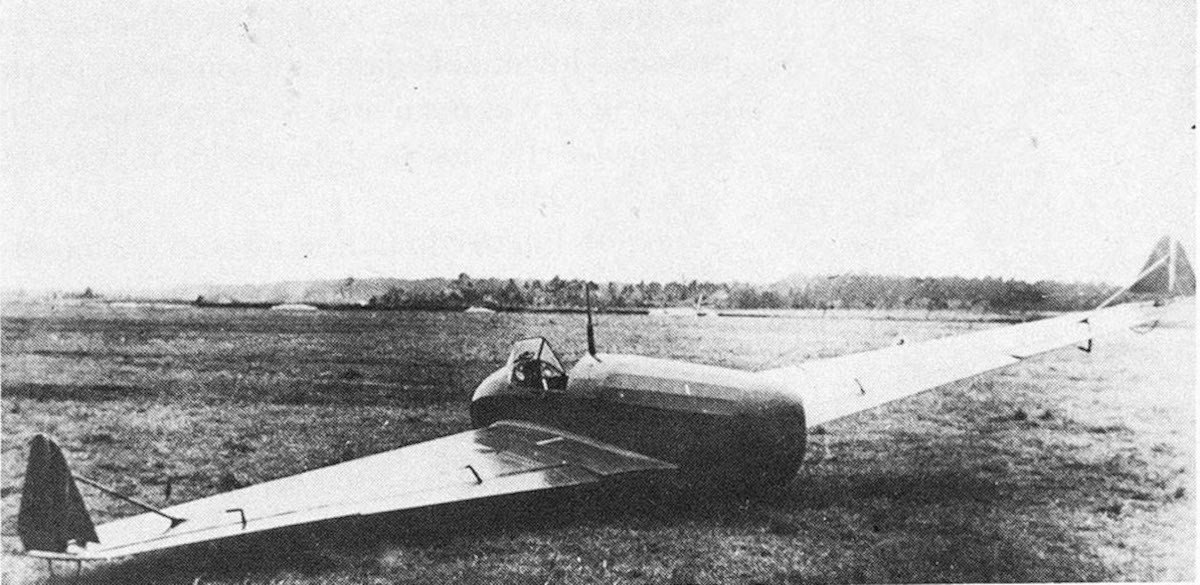
ク2

HK-1が萱場側の試験飛行で良好な性能を発揮したことを受け、陸軍航空技術研究所は1939年8月に萱場製作所と動力化が可能な発展型の売買を契約。航空研究所の小川博士・木村技師によって再び数種のペーパーモデルが試作され、それらの中から早急なエンジン搭載を考慮していた戦闘機型の「HK-2」もしくは「萱場二型」と、HK-2より大型の長距離機型「HK-3」もしくは「萱場三型」の二種の滑空機を製作することとなった。
HK-2には陸軍の試作名称「ク2」が与えられた。設計は木村技師の指導のもとに萱場製作所の内藤繁樹技師を中心とした4名によって1939年9月に開始され、機体は伊藤飛行機製作所の手によって1940年10月3日に完成した。萱場側のパイロットは再び島飛行士が務めることになった。
機体は高アスペクト比の無尾翼滑空機で、短い直線翼である内翼と後退角を有する外翼からなる主翼の両端に、計2枚の垂直安定板を有している。島はこの機体の性能を「安定性や操縦性、回復性には優れており、強いて言えば舵の反応に若干の不安があった」と評している。ゴム索発航や飛行機による曳航発航が可能なのはHK-1と同様だが、曳航発航時の牽引機は九五式三型練習機に変更された。操縦席は単座・開放式で、簡易風防を有している。降着装置はスキッド。
1940年10月4日に、島の操縦によって津田沼飛行場にてゴム索発進による初飛行が行われた。その後、同年11月6日までの126回の飛行の間に、重心位置や三舵の調整が行われている。1941年（昭和16年）1月15日から立川飛行場にて本格的な飛行試験を開始。同年3月20日の261回目の飛行の際には、主桁に亀裂が生じるアクシデントが起こっている。同年5月20日に行われた262回目の飛行からは陸軍が担当したが、HK-1に引き続いてパイロットを務めることになったN少佐はまだ無尾翼機の操縦特性を理解しておらず、再び着陸時に強引に下げ舵をとったためク2は墜落、大破した。
N少佐は着陸の習熟を行わずに飛行していたにもかかわらず、事故原因をク2が低性能であったためと断言。彼の報告を受けた陸軍は、後継機であるク4の開発中止を萱場製作所に命じた。
諸元（ク2）
- 全長：3.04 m
- 全幅：9.80 m
- 翼面積：14.5 m2
- 自重：124 kg
- 滑空速度：75 km/h
- 乗員：1名

### ク3

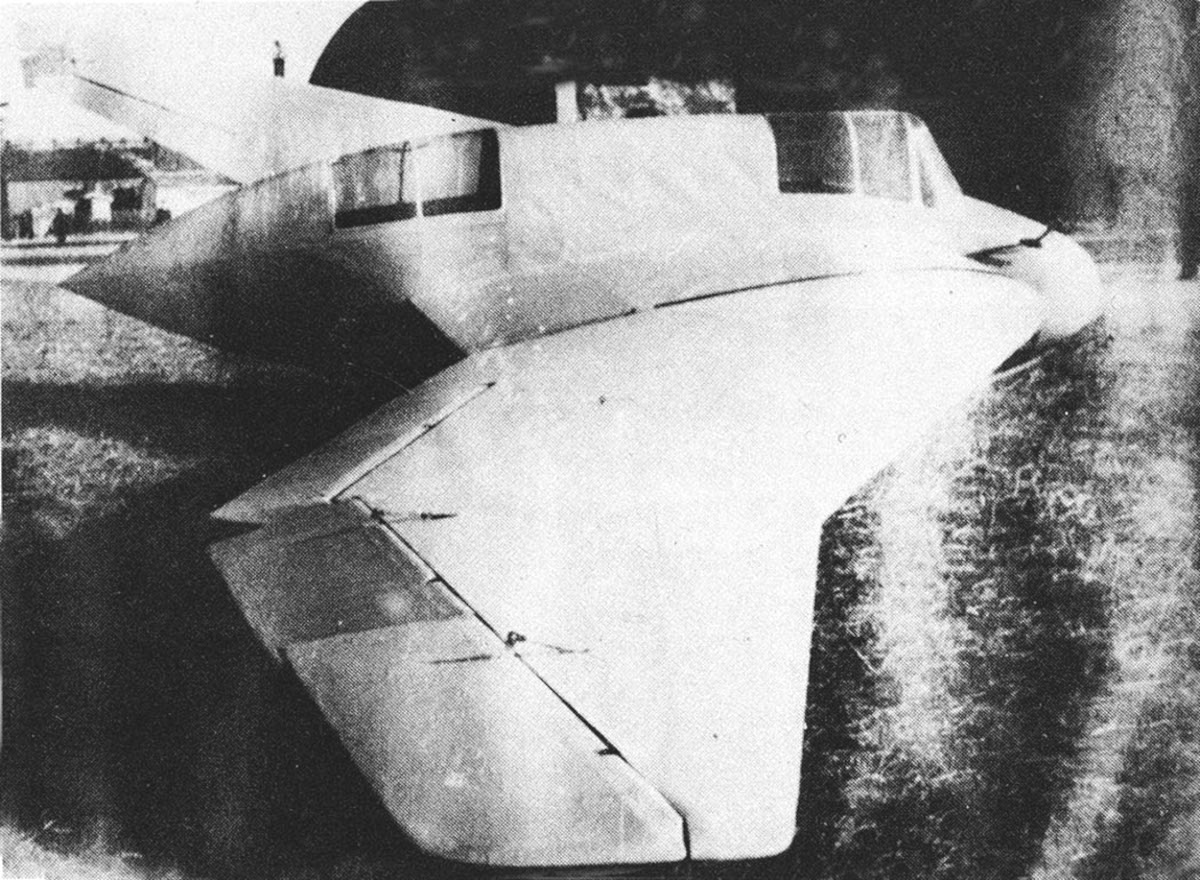
ク3

HK-3には陸軍の試作名称「ク3」が与えられた。設計は1939年夏から大日本飛行協会の鷲見譲次技師ら4名が木村技師の指導のもとに行い、実機の製造は蒲田に所在していた日本小型飛行機が行った。完成は1941年2月11日。パイロットはこちらも島飛行士が務めた。
機体は複座の無尾翼滑空機で、主翼は直線翼である内翼および外翼と、後退角を持つ中央翼から構成される。垂直安定板は持たず、主翼のエルロンを独立駆動させて方向制御に用いることが計画されていた。島は機体性能を「縦安定性は良好だが、舵による操縦の難易度が高い」と評している。曳航はウィンチによってのみ行われていた。操縦席には密閉式の風防を有し、着陸にはスキッドを使用する。
完成当日に初飛行を行った後に、羽田飛行場および柏飛行場で飛行試験を行っていたが、1941年3月27日に行われた67回目の飛行の際に、修正不能のダッチロールに陥り墜落。機体は大破し、操縦していた島は右足首を骨折した。
この事故とク2の事故によって、陸軍航空技術研究所は萱場製作所による無尾翼機の開発計画を打ち切った。萱場にはHK-1からク3までの買い上げ費用として総額17,000円が支払われた。
諸元（ク3）
- 全長：6.00 m
- 全幅：16.00 m
- 滑空速度：80 km/h
- 乗員：2名

### ク4

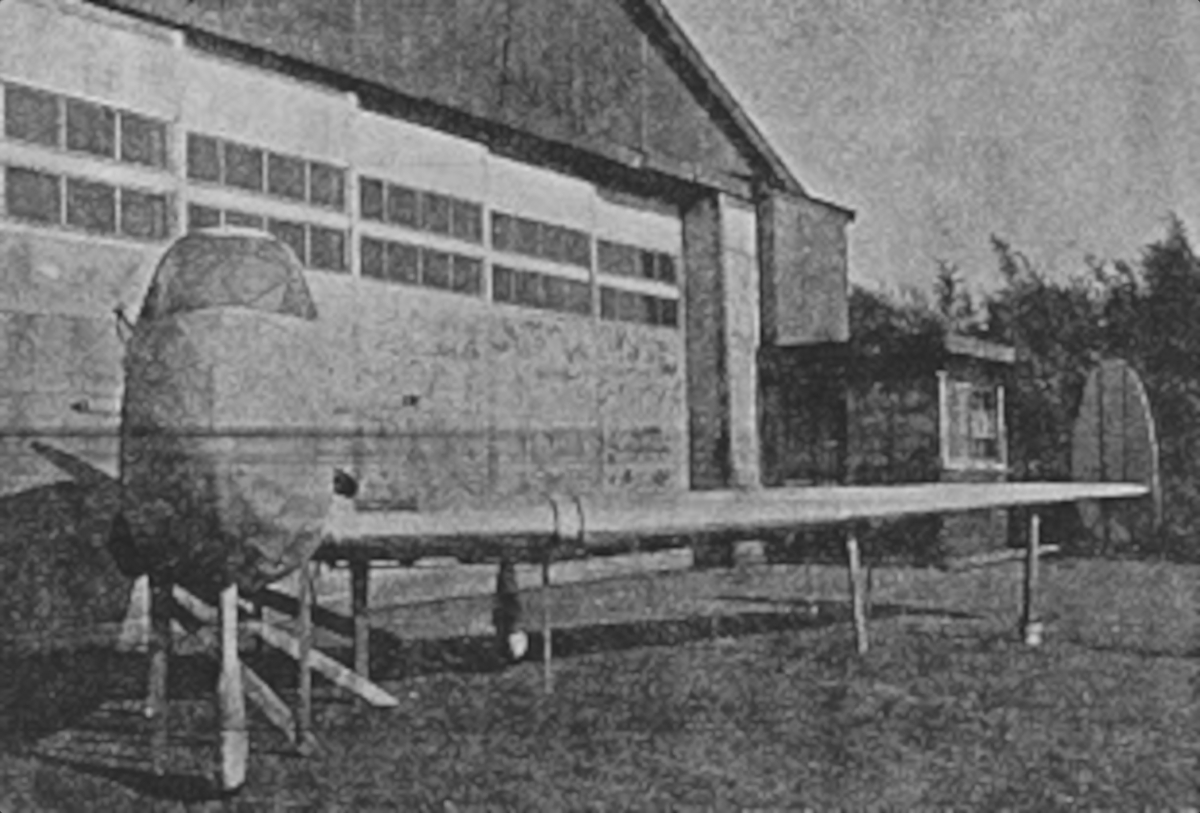
ク4

ク2、ク3の試験結果を元に、「HK-4」または「萱場四型」と呼ばれる、ク2の設計をベースとした動力機の開発が開始されていた。この機体に対して陸軍から与えられた試作名称は「ク4」だった。また、「キ60」という試作名称が与えられたともされているが、公式には「キ60」という名称は川崎航空機工業製の重戦闘機に与えられている。設計はク2に引き続き内藤繁樹技師らによって行われ、1941年4月末に製作図面が完成。伊藤飛行機製作所にてモックアップも製作されていたが、ク2の事故を受け、実戦機を優先する陸軍の方針もあって開発計画は中止された。
機体は推進式の無尾翼機であり、翼型などはク2と同一。機体後部には1基のデ・ハビランド ジプシー・メジャー1 空冷エンジンが推進式に搭載されている。プロペラは2翅。操縦席は密閉式の風防を備え、降着装置として前脚3輪式の固定脚を有している。
エンジンをロケットモーターに換装した「萱場四型改」も計画されていたが、ク4が計画中止となったため実現することはなかった。また、ク3を双発機として動力化する構想もあったが、これも実現することなく終わっている。
諸元（ク4）
- 全長：3.42 m
- 全幅：9.80 m
- 全高：1.86 m
- 翼面積：13.3 m2
- 自重：515 kg
- 全備重量：650 kg
- エンジン：デ・ハビランド ジプシー・メジャー1 空冷倒立直列4気筒エンジン（出力：130 hp） × 1基[2]
- 最大速度：180 km/h
- 巡航速度：150 km/h
- 航続距離：300 km
- 乗員：1名

### エンジン
萱場製作所によるジェットエンジンの開発は1937年（昭和12年）から開始され、2種類のラムジェットエンジンが試作されて実証実験が行われた。この実験によって得られたデータを元に、かつをどりに搭載される予定だった萱場一型ラムジェットエンジンの性能が計算され、最大推力750 kgを900 km/h時に発揮するという性能が算出された。

## 機体概要
ク4以降の開発中止後も、萱場製作所では社内レベルで無尾翼ラムジェット戦闘機の研究が続けられていた。この研究は1943年（昭和18年）ごろに近距離戦闘機「かつをどり」の構想としてまとめられた。
機体はク2の系譜に連なる無尾翼機で、機首にエアインテークを有し、ク2のものを基にした両端に垂直安定板を有する後退翼が高翼配置されている。降着装置は引き込み式の主脚と固定式の尾輪。武装は30mm無反動機関砲2門を左右主翼内に搭載している。
動力は胴体後部に備えられた萱場一型ラムジェットエンジン1基のほか、離陸時にはRATOとして、落下式の離昇用火薬ロケット（萱場製・燃焼時間5秒）を胴体両脇に2組計4基装備する。計画では、火薬ロケットはリレー式に点火されて機体を加速し、速度がマッハ0.3に達した所でラムジェットを作動させ高度10,000 mまで上昇。火薬ロケットをパラシュートで投棄して降下に移り、約30分の作戦行動ののちに滑空して着陸するという運用がなされる予定だった。
この構想が陸軍の公式計画となることはなく、ラムジェットの繊細さや予算不足などの問題もあって、実機は製造されなかった。その後も萱場社内では田内忍技師を主務者として無尾翼噴進機の研究を行っており、短期での戦力化が可能なロケットエンジンの使用も検討されていた。こちらは、設計を完了させてモックアップの制作を開始したところで終戦を迎えている。

## 諸元
- 全長：4.50 m
- 全幅：9.00 m
- 全高：1.86 m
- 翼面積：13.5 m2
- 自重：940 kg
- 全備重量：3,000 kg
- エンジン：

萱場 萱場一型 ラムジェットエンジン（推力：750 kg） × 1基
離陸促進ロケット（推力：1,800 kg） × 4基
- 最大速度：900 km/h
- 実用上昇限度：15,000 m
- 航続距離：400 km
- 武装：30mm無反動機関砲 × 2基
- 乗員：1名